# Montmorency
Montmorency je město v severní části metropolitní oblasti Paříže ve Francii v departmentu Val-d'Oise a regionu Île-de-France. Od centra Paříže je vzdálené 13,5 km.

## Geografie
Sousední obce: Enghien-les-Bains, Soisy-sous-Montmorency, Andilly, Domont, Saint-Brice-sous-Forêt, Groslay a Deuil-la-Barre.

## Vývoj počtu obyvatel
Počet obyvatel

## Partnerská města
- Kehl, Německo, 1967
- Knutsford, Velká Británie, 1978